# Herb gminy Gruta
Herb gminy Gruta – jeden symbol gminy Gruta w postaci herbu.

## Wygląd i symbolika
Herb przedstawia na tarczy podzielonej w słup; po prawej heraldycznej stronie na czerwonym tle wizerunek białego anioła en face z cielistym kolorem twarzy i dłoni, po lewej stronie na zielonym tle przedzielonym niebieskim pasem złoty kłos pszenicy. 
Anioł nawiązuje do czasów krzyżackich, kiedy to część obecnego terytorium gminy należała do komturii w Pokrzywnie, która miała w herbie anioła jako symbol pokoju. Kolor biały anioła symbolizuje białe habity benedyktynów, którzy działali na ziemi chełmińskiej. Zboże nawiązuje do urodzajnych gleb gminy, natomiast niebieski pas – do licznych jezior występujących na terenie, a zwłaszcza do jeziora Mełno, nad którym zawarto pokój z Krzyżakami przez króla Władysława Jagiełłę. 

## Historia
Herb został ustanowiony 19 listopada 1990 roku Uchwałą Rady Gminy w Grucie. Autorem projektu herbu oraz historycznego uzasadnienia jego formy i treści był Ziemowit Maślanka.